# Kanton Sotteville-lès-Rouen
Kanton Sotteville-lès-Rouen is een kanton van het Franse departement Seine-Maritime. Het kanton maakt deel uit van het arrondissementen Rouen. 
Het telde in 2017 28 502 inwoners, dat is een dichtheid van 3831 inwoners/km².
De oppervlakte bedraagt 7,44 km².

## Geschiedenis
Dit kanton bestond reeds van 1892 tot 1982; toen het in 2 delen werd gesplitst : Sotteville-lès-Rouen-Ouest en Sotteville-lès-Rouen-Est.
Door de herindeling van de kantons bij decreet van 27 februari 2014, met uitwerking op 22 maart 2015, werd het opnieuw opgericht, maar met een ander territorium.

## Gemeenten
Het kanton Sotteville-lès-Rouen omvat volgende gemeenten:
- Saint-Étienne-du-Rouvray ( noordelijk deel )
- Sotteville-lès-Rouen ( zuidelijk deel )